# Мірдза Бендрупе
Бендрупе Мірдза Павлівна (латис. Mirdza Bendrupe; *23 жовтня 1910 — †30 липня 1995) — латиська письменниця і перекладачка.
Переклала поеми Тараса Шевченка «Сова», «Сон», «Єретик» і вірші «Думи мої, думи мої, лихо мені з вами!» иа «Над дніпровою сагою». Ці переклади ввійшли до латиських видань творів Шевченка «Вибране» (Рига, 1951, 1954).